# Táo Cortland
Cortland là một giống táo, được trồng tại Trạm thí nghiệm nông nghiệp bang New York ở Geneva, New York, Hoa Kỳ vào năm 1898. Quả táo được đặt theo tên của quận Cortland, New York gần đó. Đây là một trong mười lăm loại táo phổ biến nhất ở Hoa Kỳ.

## Đặc điểm
Sau khi nhiều thuộc tính của giống táo McIntosh được phát hiện, các nhà lai tạo thực vật bắt đầu lai nó với các giống khác để tăng cường các đặc điểm của nó. Một trong những giống đầu tiên là 'Cortland'. Hương vị của nó ngọt ngào hơn so với McIntosh, và nó có màu đỏ thẫm trên nền màu vàng nhạt rải rác các sọc ngắn, màu đỏ sẫm và các chấm màu xanh xám. Nó được nhân giống đầu tiên bởi nhà văn hóa kinh dị người Mỹ SA Beach.
Táo Cortland có thịt rất trắng và được sử dụng như một quả táo tráng miệng tuyệt vời.

## Đột biến được cấp bằng sáng chế (sport)
Giống Cortland ban đầu, được giới thiệu vào năm 1915 bởi Trạm thí nghiệm nông nghiệp bang New York, đã sản xuất táo có màu đỏ vào khoảng 20-30% và không được cấp bằng sáng chế. Kể từ đó, một số đột biến của nó đã được xác định và cấp bằng sáng chế: 
| Ngày                     | "Người phát minh" | Bán trên thị trường với tên | Bị đột biến từ | Người nhận          | Thói quen  | Mẫu | Sớm hơn  | Màu             | Số bằng sáng chế của nhà máy       |
| Ngày 19 tháng 1 năm 1982 | LaMont            | Lamont, Starkspur           | Tiêu chuẩn     | Vườn ươm Stark Bro  | thúc đẩy   | sọc | tương tự | tương tự        | Bằng sáng chế nhà máy Hoa Kỳ 4800  |
| Ngày 30 tháng 8 năm 1983 | Nicklin           | Redcort                     | Tiêu chuẩn     | Vườn ươm            | Tiêu chuẩn | sọc | 2 tuần   | 90% đỏ          | Bằng sáng chế nhà máy Hoa Kỳ 5095  |
| Ngày 7 tháng 10 năm 1997 | Hẻm núi           | NS-911                      | Tiêu chuẩn     | Vườn ươm quận Adams | Tiêu chuẩn | sọc | tương tự | màu đỏ tổng thể | Bằng sáng chế nhà máy Hoa Kỳ 10049 |

## Hậu duệ
- Táo Birgit Bonier